# Condado de Hendry
El condado de Hendry es un condado ubicado en el estado de Florida, Estados Unidos.  En 2000, su población era de 36 210 habitantes.  Su sede está en LaBelle.

## Historia
El Condado de Hendry fue creado en 1923. Su nombre es el del Mayor Francis A. Hendry, uno de sus primeros colonos.

## Demografía
Según el censo de 2000, el condado cuenta con  36 210 habitantes, 10 850 hogares y 8137 familias residentes.  La densidad de población es de 12 hab/km² (31 hab/mi²).  Hay 12 294 unidades habitacionales con una densidad promedio de 4 u.a./km² (11 u.a./mi²).  La composición racial de la población del condado es 66,08% Blanca, 14,75% Afroamericana o Negra, 0,80% Nativa americana, 0,45% Asiática, 0,03% De las islas del Pacífico, 14,67% de Otros orígenes y 3,22% de dos o más razas.  El 39,59% de la población es de origen Hispano o Latino cualquiera sea su raza de origen.
De los 10 850 hogares, en el 40,20% de ellos viven menores de edad, 55,70% están formados por  parejas casadas que viven juntas, 12,50% son llevados por una mujer sin esposo presente y 25,00% no son familias. El 18,60% de todos los hogares están formados por una sola persona y 7,30% de ellos incluyen a una persona de más de 65 años.  El promedio de habitantes por hogar es de 3,09 y el tamaño promedio de las familias es de 3,44 personas.
El 30,00% de la población del condado tiene menos de 18 años, el 13,30% tiene entre 18 y 24 años, el 28,30% tiene entre 25 y 44 años, el 18,30% tiene entre 45 y 64 años  y el 10,10% tiene más de 65 años de edad. La mediana de la edad es de 30 años.  Por cada 100 mujeres hay 125,00 hombres y por cada 100 mujeres de más de 18 años hay 131,40 hombres.
La renta media de un hogar del condado es de $33 592, y la renta media de una familia es de $34 902. Los hombres ganan en promedio $25 896 contra $20 070 para las mujeres. La renta per cápita en el condado es de $13 663.  24,10% de la población y 16,90% de las familias tienen entradas por debajo del nivel de pobreza. De la población total bajo el nivel de pobreza, el 29,90% son menores de 18 y el 15,00% son mayores de 65 años.

## Ciudades y pueblos
- Clewiston
- Harlem (no incorporada como municipalidad)
- La Belle
- Port La Belle (no incorporada como municipalidad)

### Administración local
- Junta de comisionados del Condado de Hendry official website
- Supervisión de elecciones del Condado de Hendry
- Registro de propiedad del Condado de Hendry
- Oficina del alguacil del Condado de Hendry
- Oficina de impuestos del Condado de Hendry

### Turismo
- Oficina de turismo del Condado de Hendry Archivado el 3 de diciembre de 2004 en Wayback Machine.

- Datos: Q488488
- Multimedia: Hendry County, Florida / Q488488